# Comitè Polític d'Alliberament Nacional
El Comitè Polític d'Alliberament Nacional (P.E.A.A.) -també conegut com a "Govern de Muntanya" - (març - setembre 1944) va ser el govern format per l'E.A.M.  i els seus partits i organitzacions afiliades, al final de la Segona Guerra Mundial, a la Grècia Lliure. La seva finalitat era l'administració i organització de la vida pública a la de les zones alemanyes. Al mateix temps, la Grècia ocupada estava governada pel govern racional Ralli i el govern reconegut per les  Els aliats del país es trobaven a l'exili al El Caire.